# 皮奥伊州新奥连蒂
皮奥伊州新奥连蒂（葡萄牙語：Novo Oriente do Piauí）是巴西皮奥伊州的一个市镇。总面积500.467平方公里，总人口6135人，人口密度12.3人/平方公里。